# イヌを主題とする作品一覧
イヌが主題であるか、主人公としてイヌが登場する作品の一覧。
この項目で扱うのは、
- 犬が主人公、またはそれに準じるキャラクターであるもの、あるいは、作品のテーマに関わる重要な役割を果たす文学作品・映像作品・コミックなど。
- 単に犬が登場するというだけの作品は含まない。

## 文学

### 物語
- 『禽獣』（川端康成）
- 『犬』（島崎藤村）
- 『犬』（中勘助）
- 『黒犬』（志賀直哉）
- 『畜犬談』（太宰治）
- 『高安犬物語』（戸川幸夫）
- 『ドン松五郎の生活』（井上ひさし）
- 『野性の呼び声（荒野の呼び声）』『白牙（白い牙）』（ジャック・ロンドン）
- 『名犬ラッシー』（エリック・ナイト（英語版））
- 『都市』（クリフォード・D・シマック）
- 『クージョ』（スティーヴン・キング）
- 『ウォッチャーズ』（ディーン・R・クーンツ）
- 『白い犬とワルツを』（テリー・ケイ）
- 『シリウス』（オラフ・ステープルドン）
- 『犬笛』『風は悽愴』『黄金の犬』（西村寿行）
- 『ベルカ、吠えないのか?』（古川日出男）
- 『犬の心臓』（ミハイル・ブルガーコフ）
- 『パーフェクトブルー』『心とろかすような マサの事件簿』（宮部みゆき）
- 『ジョン平とぼくと』シリーズ（大西科学）
- 『高安犬物語』『噛ませ犬』その他戸川幸夫の一連の作品
- 『名犬ビンゴ』その他シートン動物記にもイヌの作品あり
- 『セント・メリーのリボン』『猟犬探偵』（稲見一良）
- 『不屈の犬』『影のドーベルマン』『名犬フーバーの事件簿』シリーズ（笠原靖）
- 『バスカヴィル家の犬』（アーサー・コナン・ドイル）
- 『南総里見八犬伝』（曲亭馬琴）
- 『犬とハサミは使いよう』（更伊俊介）
- 『迷犬ルパンシリーズ』（辻真先）
- 『真白、はじめてのお伊勢参り』（行田尚希）
- 『今昔物語』26巻　第7『猿神退治』の早太郎または悉平太郎(他に竹箆太郎、執柄太郎)と呼ばれる」霊犬。

### ノンフィクション
- 『ハラスのいた日々』（中野孝次）文春文庫
- 『犬のいる暮らし』（中野孝次）
- 『盲導犬クイールの一生』（石黒謙吾）文藝春秋
- 『星になったチロ』（藤井旭）
- 『チロと星空』（藤井旭）
- 『フントの車いす屋さん -もう一度、走るよろこびを犬たちに-』（今西乃子、浜田一男）
- 『犬たちをおくる日 - この命、灰になるために生まれてきたんじゃない』(今西乃子、浜田一男)
- 『瞬間接着剤で目をふさがれた犬 純平』（関朝之）
- 『救われた団地犬ダン』（関朝之）
- 『人の心を持った犬 -野犬・太郎と私の日本平物語-』（遠藤初江）
- 『ベルナのしっぽ』（郡司ななえ）
- 『介助犬シンシア』（木村佳友と毎日新聞阪神支局取材班）毎日新聞社、新潮文庫
- 『山古志村のマリと三匹の子犬』（桑原眞二、大野一興）文藝春秋
- 『グレイがまってるから』（伊勢英子）
- 『気分はおすわりの日』（伊勢英子）
- 『グレイのしっぽ』（伊勢英子）
- 『犬たちへの詫び状』（佐藤愛子）
- 『カヌー犬・ガク』（野田知佑）
- 『さらば、ガク』（野田知佑）
- 『カヌー犬・ガクの生涯-ともにさすらいてあり』（野田知佑）
- 『犬大将ビッキ』（出久根達郎）
- 『犬と歩けば』（出久根達郎）
- 『柴犬ゴンのへなちょこ日記』（影山直美）
- 『うちのわんこは世界一!』（週刊朝日編）
- 『犬の話』（角川書店編）
- 『ダメ犬グー-11年+108日の物語!』（ごとうやすゆき）
- 『犬と生きる』（TBSどうぶつ奇想天外!スタッフ）
- 『犬にどこまで日本語が理解できるか』（日本ペンクラブ編）
- 『ゴエモンが行く! 生命と向きあって』（笠原靖）
- 『ダミアン物語－神さまを信じた犬』（ダイアン・ジェサップ）
- 『郵便犬ポチの一生』（綾野まさる）
- 『消防犬・文』（井尻正二）
- 『消防犬ぶん公』（水口忠）
- 『ハートくんに会いたい』（桜田恵美子、佐藤亜紀子 写真・文  三島正撮影）

### 児童文学
- 『フランダースの犬』（ウィーダ）- 1872年。同名のテレビアニメの原作。
- 『名犬ラッド（英語版）』（アルバート・ペイスン・ターヒューン） - 1919年。[1][2]
- 『がんばれヘンリーくん（英語版）』（ビバリー・クリアリー） - 1950年。「ゆかいなヘンリーくんシリーズ」第1作[3]。
- 『三匹荒野を行く』（シーラ・バーンフォード（英語版））- 1961年。1963年に映画化。
- 『アルプスの村の犬と少年（英語版）』（セシル・オウブリ）- 1966年。テレビアニメ『名犬ジョリィ』の原作。
- 『ボンボンものがたり　チビの一生』（永井明、長新太） - 1969年。[4]
- 『椋鳩十の名犬物語』（椋鳩十）- 1995年。「犬塚」「名犬　佐々木さんの話」「黒ものがたり」「アルプスの猛犬」「太郎とクロ」の5編を収載[5]。「アルプスの猛犬」は「むくはとじゅうの名犬物語」として1997年に教育アニメーション化[6]。

### 絵本
- 『アンジュール -ある犬の物語-』（ガブリエル・バンサン）
- 『おおきいあかい クリフォード』（ノーマン・ブリッドウェル（英語版））
- 『どろんこハリー』『うみべのハリー』（ジーン・ジオン（英語版）、マーガレット・ブロイ・グレアム（英語版））
- 『ミッシェルの一日』（MAYA MAXX）
- 『ゆうたくんちのいばりいぬ』『りっぱな犬になる方法』ほか（きたやまようこ）
- 『ずーっと ずっと だいすきだよ』（ハンス・ウィルヘルム（英語版）
- 『いつでも会える』（菊田まりこ）
- 『こいぬのくんくん』（ディック・ブルーナ）
- 『マドレーヌといぬ』（ルドウィッヒ・ベーメルマンス）
- 『アンガスとあひる』（マージョリー・フラック（英語版））
- 『ろくべえまってろよ』（長新太、灰谷健次郎）
- 『ぼくのブッベはどこ？』（イロン・ヴィークランド、藤田千枝）
- 『100ぴきのいぬ 100のなまえ』（チンルン・リー）
- 『ガスパール こいぬをかう』（ゲオルグ・ハレンスレーベン、アン・グットマン）
- 『介助犬シンシアの物語 -Good Girl！ Cynthia-』（寺田操、太田朋）
- 『アトム』（舘林千賀子、南和成）
- 『実験犬シロの願い』（井上夕香）
- 『えほん・だんちのこいぬダン』（せきもとゆき、まつもときょうこ）
- 『ほんとうのハチ公物語』（綾野まさる、日高康志）
- 『こいぬがうまれるよ』（ジョアンナ・コール（英語版）、ジェローム・ウェクスラー）
- 『やっぱり犬が好き。』（河原まり子）
- 『モモ』（おーなり由子）
- 『おなら犬ウォルター』（ウィリアム・コツウィンクル、グレン・マリー）

### 番外
- 『アフロ記念日 とりあえず悪い日ではない』『さがしてアフロ犬』ほか（あいみてつろう）
- イブン・アルマルズバーン『衣服を着た多くのものよりもイヌがすぐれている件についての書』
- 『お茶犬のススメ〜リョクのココロ〜』（広野多喜子・柳原奈美子）
- 『しばわんこの和のこころ』（川浦良枝）

## 落語
- 『鴻池の犬』
- 『元犬』
- 『愛犬チャッピー』

### 番外
- 『犬の目』
- 『課長の犬』
- 『わたし犬』

## 写真絵本
- 『ばっちゃん -助けられた繁殖犬たち-』（井上夕香、小関左智）
- 『捨て犬のココロ』（坂崎千春、藤本雅秋）
- 『犬のきもち』（ロイ・ブラウント・ジュニア（英語版）、ヴァレリー・シャフ）
- 『愛すれば、そっくり -My life with A DOG-』（福田文昭）

## CM・著名なキャラクター
- SoftBankのお父さんシリーズ（白戸家）
- 関電SOSの犬（キャスト：鈴木宗太郎）
- ゴン太（サンライズ 『ゴン太のササミジャーキー』）（2001年）
- シナモロール

## 実写（映画・テレビドラマ）

### 映画（実写）

#### 海外
- ローバーによる救出（英語版）（Rescued by Rover、短篇映画、1905、英）
- 犬の生活（A Dog's Life、短篇映画、監督・主演：チャップリン、1918、米）
- 名犬ラッシー/家路（英語版）（Lassie Come Home、1943、米）-以下、ラッシーもの多数。
- 黄色い老犬（Old Yeller、1957、ディズニー）
- 三匹荒野を行く（The Incredible Journey、1963、米）
- 名犬ラッシーの大冒険（Lassie's Great Adventure、1964、米）
- ベンジー（Benji、1974、米）
- 名犬ウォン・トン・トン（Won Ton Ton, the Dog Who Saved Hollywood、1976、米）
- ベンジーの愛（For The Love of Benji、1977、米）
- 黒い耳の白い犬（英語版）（Bely Bim, Chernoye Ukho、1977、露）
- ラッシー（The Magic of Lassie、1978、米）
- 名探偵ベンジー（Oh! Heavenly Dog、1980、米）
- 遊星からの物体X（The Thing、1982、米）
- クジョー（Cujo、1983、米）
- ハンボーン（Hambone and Hillie、1983、米）
- がんばれ！がんばれ！ベンジー（英語版）（Benji the Hunted、1987、米）
- バクステール（英語版）（Baxter、1988、仏）
- K-9/友情に輝く星（K-9、1988、米）
- ターナー&フーチ/すてきな相棒（Turner & Hooch、1989、米）
- ドッグ・イン・パラダイス（Dogs in Heaven、1989、伊・仏）
- My ベスト・フレンズ（英語版）（The Tender、1991?、米）
- ビンゴ!（Bingo、1991、米）
- ベートーベン（Beethoven、1992、米） - 以後シリーズ化、「ベートーベン5」（2003年）まで作られている。
- 白銀に燃えて（Iron Will、ディズニー、1993、米）
- 名犬ラッシー（1994、米）
- フルーク（Fluke、1995、米）
- ラスティ!（英語版）（Rusty the Great Rescue、1997、米）
- ngビーグル犬 シャイロ（英語版）（Shiloh、1997、米）
- 101（1996、ディズニー）
- サッカー・ドッグ（フランス語版）（Soccer Dog、1998、米）
- アモーレス・ペロス（Amores Perros、1999、墨）
- マイ・ドッグ・スキップ（My Dog Skip、2000、米）
- ドッグ・ショウ!（英語版）（Best in Show、2000、米）
- ほえる犬は噛まない（Barking Dogs Never Bite、2000、韓国）
- 102（2001、ディズニー）
- スポット（See Spot Run、2001、米）
- キャッツ&ドッグス（CATs & DOGs、2001、米）- 本当は「ズ」が正しい。
- アラスカ・ケビン 史上最大の犬ぞり大作戦（Kevin of the North、2001、英・加）
- スノードッグ（Snow Dogs、2002、ディズニー）
- K-9 はみだしコンビ大復活!（英語版）（K-9、2002、米）
- サージェント・ペッパー ぼくの友だち（Seargent Pepper、2004、独）
- 狩人と犬、最後の旅（英語版）（The Last Trapper、2004、仏加独瑞伊）
- ラブいぬ ベンジー/はじめての冒険（英語版）（2004、米）
- 天空の草原のナンサ（ドイツ語版）（2005、独）
- シャギー・ドッグ（Shaggy Dog、2006、ディズニー）
- 名犬ラッシー（2006、英）
- ファイアー・ドッグ 消防犬デューイの大冒険（英語版）（FIREHOUSE DOG、2006、米）
- ビバリーヒルズ・チワワ（ Beverly Hills Chihuahua、2008、米）

ホテル・バディーズ ワンちゃん救出大作戦(Hotel for Dogs　2009年、米)コスモ (犬)出演

#### 日本
- 南極物語（1983、ヘラルド＝東宝、監督：蔵原惟繕、主演：高倉健、渡瀬恒彦）
- ドン松五郎の生活（1986、東宝、監督：中田新一、主演：前田吟、西村知美）
- ハチ公物語（1987、松竹富士、監督：神山征二郎、主演：仲代達矢、八千草薫）
- ドン松五郎の大冒険（1987、東宝、監督：後藤秀司、主演：立花理佐、石黒賢）
- マリリンに逢いたい（1988、松竹富士、監督：すずきじゅんいち、主演：安田成美、加藤昌也）
- ハラスのいた日々（1989、松竹、監督：栗山富夫、主演：加藤剛、十朱幸代）
- ガクの冒険（1990、ホネ・フィルム、監督：椎名誠、主演：野田知佑）
- ドン松五郎の生活 大追跡（1992、ケイエスエス、監督：坂下正尚、主演：平田満、藤田めいる）
- 白い犬とワルツを（To Dance with the White Dog、2002、東映、監督：月野木隆、主演：仲代達矢、藤村志保）
- DOG STAR（2002、監督：瀬々敬久、主演：豊川悦司、井川遥）
- 仔犬ダンの物語（2002、監督：澤井信一郎、主演：モーニング娘。）
- さよなら、クロ (2003、監督：松岡錠司、主演：妻夫木聡、伊藤歩）
- クイール（2004、監督：崔洋一、主演：小林薫、椎名桔平）
- 犬と歩けば -チロリとタムラ-（2004、監督：篠崎誠、主演：田中直樹、りょう）
- いぬのえいが（2005）
- イヌゴエ（2006、監督：横井健司、主演：山本浩司）
- ベルナのしっぽ（2006、監督：山口晃二、主演：白石美帆）
- イヌゴエ 幸せの肉球（2006、監督：横井健司、主演：阿部力）
- わんこ THE MOVIE（2006）
- マリと子犬の物語（2007、監督：猪股隆一、主演：船越英一郎）
- 犬と私の10の約束（2008、監督：本木克英、主演：田中麗奈）
- DOG×POLICE 純白の絆（2011、監督：七高剛、主演：市原隼人）
- LOVEまさお君が行く!（2012、松竹、監督：大谷健太郎、主演：香取慎吾、広末涼子）

### テレビドラマ

#### 海外
- 名犬リンチンチン（英語版）（The adventures of Rin Tin Tin、1954 - 1958、米CBC）
- 名犬ラッシー/森のラッシー（Lassie、1954 - 、米）
- 警察犬アイバン（The Pursuers、1962 - 、英）
- 名犬ロンドン物語（The Littlest Hobo、1963 - 、米）
- 愛犬ジョージ（英語版）（George、1972 - 1973、加）
- REX (TVドラマ)（英語版） (KOMMISSAR REX、 1994 -、墺)
- 夢見る子犬・ウィッシュボーン（Wishbone、1995 - 1998、米）サッカー (犬)出演
- ストーリーテラー（Jim Henson's The Storyteller 1985, 1989 英・米）声優：ブライアン・ヘンソン

#### 日本
- わんぱく天使 - （1971 - 1973年、NHK）。上記の「ゆかいなヘンリーくんシリーズ」のテレビドラマ化。
- 刑事犬カール（1977 - 1978、TBS）
- 犬笛・娘よ、生命の笛を吹け（1978、日本テレビ）
- ふしぎ犬トントン（1978、フジテレビ）
- 黄金の犬（1980、日本テレビ）
- 小さな追跡者（1980、フジテレビ）
- 刑事犬カールII（1981、TBS）
- 炎の犬（1981、日本テレビ）
- パパになりたかった犬（1984、日本テレビ）
- 太陽の犬（1988、日本テレビ）
- ハラスのいた日々（1989、日本テレビ）
- 望郷の犬ペペ ～沖縄1095日の旅～　（1991、日本テレビ水曜グランドロマン）
- ラブの贈りもの（1996、TBS）
- ハッピー 愛と感動の物語（1999、テレビ東京）
- 向井荒太の動物日記 〜愛犬ロシナンテの災難〜（2001、日本テレビ）
- 盲導犬クイールの一生（2003、NHK）
- シンシア〜介助犬誕生ものがたり（2003、毎日放送）
- すずがくれた音（2004、TBS）
- ディロン〜運命の犬〜（2006、NHK）
- イヌゴエ（2006、独立UHF局）
- 幼獣マメシバ（2009、独立UHF局）
- 宇宙犬作戦（2010、テレビ東京）
- 犬飼さんちの犬（2011、独立UHF局）
- 柴公園（2019、JAITS）

### ノンフィクション
- きょうのわんこ（フジテレビ「めざましテレビ」内コーナー）

### 携帯ドラマ
- いぬのメリー 幸せを運ぶ伝書犬（2011、BeeTV）

## アニメーション

### テレビアニメ
- チキチキマシン猛レース（1968 - 1970 （日本では1970、NET））
- のらくろ（1970、フジテレビ）
- それゆけ！ワンサくん（1973.4.2 - 1973.9.24、関西テレビ）
- さるとびエッちゃん（1971.10.4 - 1972.3.27 テレビ朝日）
- フランダースの犬（1975.1.5 - 12.28、フジテレビ）-『アルプスの少女ハイジ』のヨーゼフ、『ペリーヌ物語』のバロンなど、『世界名作劇場』系のアニメ作品にはマスコットとして犬を配したものが珍しくない。『家なき子レミ』にも原作通り曲芸犬たちが登場する。
- ほえろブンブン（1980.10.9 - 1981.7.9、テレビ東京）
- おはよう!スパンク（1981.3.7 - 1982.5.29、朝日放送）
- 名犬ジョリィ（1981.4.2 - 1982.6.22、NHK総合）
- ワンワン三銃士（1981.10.9 - 1982.3.26、毎日放送）
- 我輩は犬である ドン松五郎の生活（1983.2.9、フジテレビ系、日生ファミリースペシャル）
- 名探偵ホームズ（1984 - 1985、朝日放送）
- 銀牙 -流れ星 銀-（1986.4.7 - 1986.9.29、テレビ朝日）
- 銀牙伝説WEED（2005.11.3 - 2006.5.11、アニマックス）
- のらくろクン（1987、フジテレビ）
- ビリ犬（1988、テレビ朝日）
- ガタピシ（1990.4.23 - 1991.3.29、テレビ朝日）
- フランダースの犬 ―ほくのパトラッシュ―（1992、日本テレビ）
- 平成イヌ物語バウ（1993、テレビ朝日）
- 名犬ラッシー（1996、フジテレビ）
- わんころべえ（1996、MXテレビ）
- フォルツァ!ひでまる（2002、テレビ東京）
- まっすぐにいこう。（2003.8.13 - 2003.8.21・2004.3.27 - 4.1、讀賣テレビ放送）
- ふぉうちゅんドッグす（2002、AT-X、テレビ東京）
- ワンワンセレプー それゆけ!徹之進（2006.1.7 - 、テレビ東京）
- リトル・チャロ（2008.4.2 - 、NHK教育・NHK総合）
  - リトル・チャロ カラダにしみこむ英会話（2008.3.31 - 、NHK教育）
- しばいぬ子さん（2012.4.1 - 2012.9.23）
- いとしのムーコ（2015.10 - 2016.03、テレビ東京系列）
- わんだふるぷりきゅあ!（2024.2.4 - 、朝日放送テレビ）
- 織田シナモン信長(2020.1.11 - 2020.3.28、テレビ東京)

#### 番外
- ぐるぐるタウンはなまるくん（1999.10.3 - 2001.9.29、テレビ大阪）
- お茶犬〜ちょこっとものがたり〜（2003.10.6-2004.3.29、キッズステーション）
- 犬主婦（2004 - 、レノア（P&G）のテレビコマーシャル）→
- しばわんこの和のこころ（2006.4.5 - 、NHK総合・NHK教育テレビ）
- 47都道府犬（2011.4.7 - 2011.9.29、テレビ愛知）
- 47都道府犬R（2014.1.11 - 、日本テレビ）

### アニメーション映画
- ドルーピー つかまるのはごめん（Dumb-Hounded、1943、米） - ドルーピーの映画は以後何作かつくられた。
- わんわん物語（Lady and the Tramp、1955、ディズニー）
- 101匹わんちゃん（101 Dalmatians、1961、ディズニー）-公開時タイトル「101匹わんちゃん大行進」。
- わんわん忠臣蔵（1963、東映動画）
- 忠犬ブル公（The Cat's Me-Ouch!、1965、トムとジェリーの短編)
- 魔犬ライナー0011変身せよ!(1972、東映動画)
- きつねと猟犬(1981, The Fox and the Hound)
- ドラえもん のび太の大魔境(1982、シンエイ動画)
  - ドラえもん 新・のび太の大魔境 〜ペコと5人の探検隊〜(2014、シンエイ動画)
- ユンカース・カム・ヒア(1995、トライアングルスタッフ）
- フランダースの犬 劇場版（1997、松竹系公開・日本アニメーション）
- わんわん物語II（Scamp's Adventure、2000、ディズニー）
- きつねと猟犬2 トッドとコッパーの大冒険(2006、The Fox and the Hound II)
- マロナの幻想的な物語り（2019、L'extraordinaire voyage de Marona）

## 漫画
- 『のらくろ』（田河水泡）
- 『フライングベン』（手塚治虫）[7]
- 『白い戦士ヤマト』、『銀牙 -流れ星 銀-』、『銀牙伝説WEED』（高橋よしひろ）
- 『ワンサくん』（手塚治虫） - 手塚治虫が旧三和銀行から依頼を受けて創ったマスコットキャラが活躍する漫画[8]。　
  - テレビアニメ『それゆけ!ワンサくん』の原作。
- 『ミューズとドン』（手塚治虫）[9]
- 『幕末珍犬組』（赤塚不二夫、滝沢解）[10]
- 『ドッグワールド』（石ノ森章太郎）
- 『動物のお医者さん』（佐々木倫子）- 主人公の飼い犬チョビの人気からシベリアンハスキーブームに。2003年テレビドラマ化。
- 『ピーナッツ』（チャールズ・M・シュルツ）- 主人公はチャーリー・ブラウンだが、彼の飼い犬、ビーグル犬のスヌーピーの方が有名。
- 『ロダンのココロ』『シロと歩けば』ほか（内田かずひろ）
- 『犬を飼う』、『神の犬』（谷口ジロー）
- 『考える犬』（守村大）
- 『ガタピシ』（園山俊二）
- 『いきなりバックドロップ犬』（徳光康之）
- 『専務の犬』（高橋留美子）
- 『わが輩はノラ公』（菊池規子）
- 『闘犬カイキオー』、『マダラ 闘犬無頼控』（木村えいじ）
- 『おはよう!スパンク』（たかなししずえ、雪室俊一）
- 『柴王（シバオー）』（布浦翼）
- 『まっすぐにいこう。』（きら）
- 『ハッピー!』（波間信子）
- 『WILD HALF』（浅美裕子）
- 『いぬばか』（桜木雪弥）
- 『犬ガンダム』（唐沢なをき）
- 『もずく、ウォーキング!』（施川ユウキ）
- 『（犬）ロッキー』（杉作）
- 『ぷくぷく天然かいらんばん』（竜山さゆり）
- 『ウッシーとの日々』（はた万次郎）
- 『ひでまる the soccer boy』（溝渕誠）
- 『ちょっと名犬』（出井州忍）
- 『名犬リンタロウ』、『犬の生活』、『愛犬ももがいる日々』（永松潔）
- 『星守る犬』『続星守る犬』（村上たかし）
- 『ガウガウわー太』（梅川和実）
- 『いとしのムーコ』（みずしな孝之）
- 『ハートのしっぽ』（あやせ理子）
- 『世界の終わりに柴犬と』（石原雄）
- 『賢い犬リリエンタール』（葦原大介）
- 『しばいぬ子さん』（うず）
- 『今週のしばいぬ子さん』（うず）
- 『ドッグシグナル』（みやうち沙矢）
- 『織田シナモン信長』（目黒川うな）
- 『あるぷす犬坊』（山上たつひこ）[11]
- 『高安犬物語』（古山春夫、戸川幸夫）[12]

## 音楽・童謡
- 『犬のための、しまりのない前奏曲』（1912、エリック・サティ）
- 子犬のワルツ（フレデリック・ショパンのワルツ第6番 変ニ長調 作品64-1）
- 『犬のおまわりさん』（1960、童謡） - 初出は『チャイルドブック』1960年10月号。迷路遊びの歌として作られたが、1961年にNHK『うたのえほん』で使われ、以後は独立した歌として広く歌われるようになった。
- 『おす犬』（1970、尾崎紀世彦）
- 『ブルドッグ』（1977、フォーリーブス）
- 『アトミック・ドッグ』（1982、ジョージ・クリントン）
- 『僕の犬』（1996、所ジョージ）
- 『旅の犬』（2000、所ジョージ）
- 『あなたの風になりたい（介助犬シンシアの歌）』、『補助犬トリオ』（2002、紙ふうせん）
- 『すすめ!はっくしょんベイビー』（2004、酒井法子）
- 『ジョンの純な恋物語』（2004、東真紀）
- 『犬のお願い』（2005、three tight b）
- 『犬の子』（1991、シングル『パパの歌』のC/W忌野清志郎）
- 『わらの犬』（1998、藤井フミヤ）
- 『もこもこアフロ犬』（2001、Two Ball Loo）
- 『お茶犬のうた』（2002、みずたにあきこ）
- 『小犬のプルー』『ぼくのプルー』（NHKみんなの歌）
- 『わが輩は、犬』（歌：松本素生）Eテレ0655
- 『わたし、犬、いぬ』（歌：小泉今日子）Eテレ0655

## デジタル・ゲーム
- 『PAL -神犬伝説-』
- 『野犬ロデム』
- 『nintendogs』
- 『大神』
- 『わんことくらそう』